# La principessa della Czarda (film 1934)
La principessa della Czarda (Die Czardasfürstin) è un film del 1934 diretto da Georg Jacoby. Tratto dall'operetta La principessa della Czarda di Emmerich Kálmán, dal libretto di Béla Jenbach e Leo Stein, il film è la seconda versione cinematografica del lavoro teatrale dopo Die Czardasfürstin del 1919.

## Produzione
Il film fu prodotto dall'Universum Film (UFA). Ne venne girata anche una versione francese con il titolo Princesse Czardas con la regia di André Beucler e dello stesso Georg Jacoby.

## Distribuzione
Distribuito dall'Universum Film (UFA), il film uscì nelle sale cinematografiche tedesche il 29 giugno 1934, in quelle italiane nel 1935.